# Oued Laou
Oued Laou (Arabisch: واد لاو) is een kustplaats en gemeente in de provincie Tétouan, in de regio Tanger-Tétouan-Al Hoceïma in het noorden van Marokko. De stad ligt aan de monding van de rivier Oued Laou, aan de Middellandse Zee, en staat bekend om haar rustige stranden en natuurlijke omgeving.

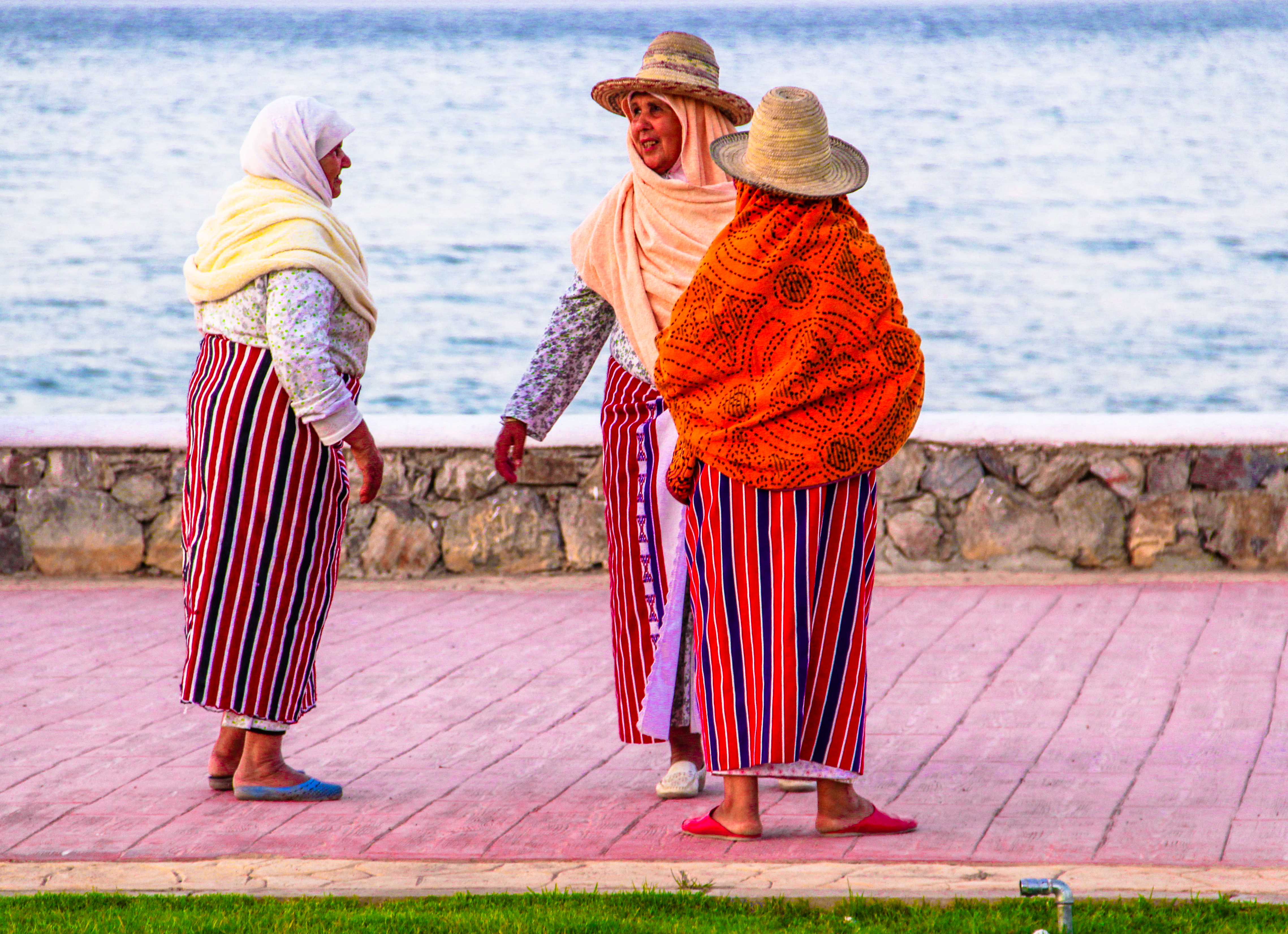
inwoners Oued Laou

## Geografie

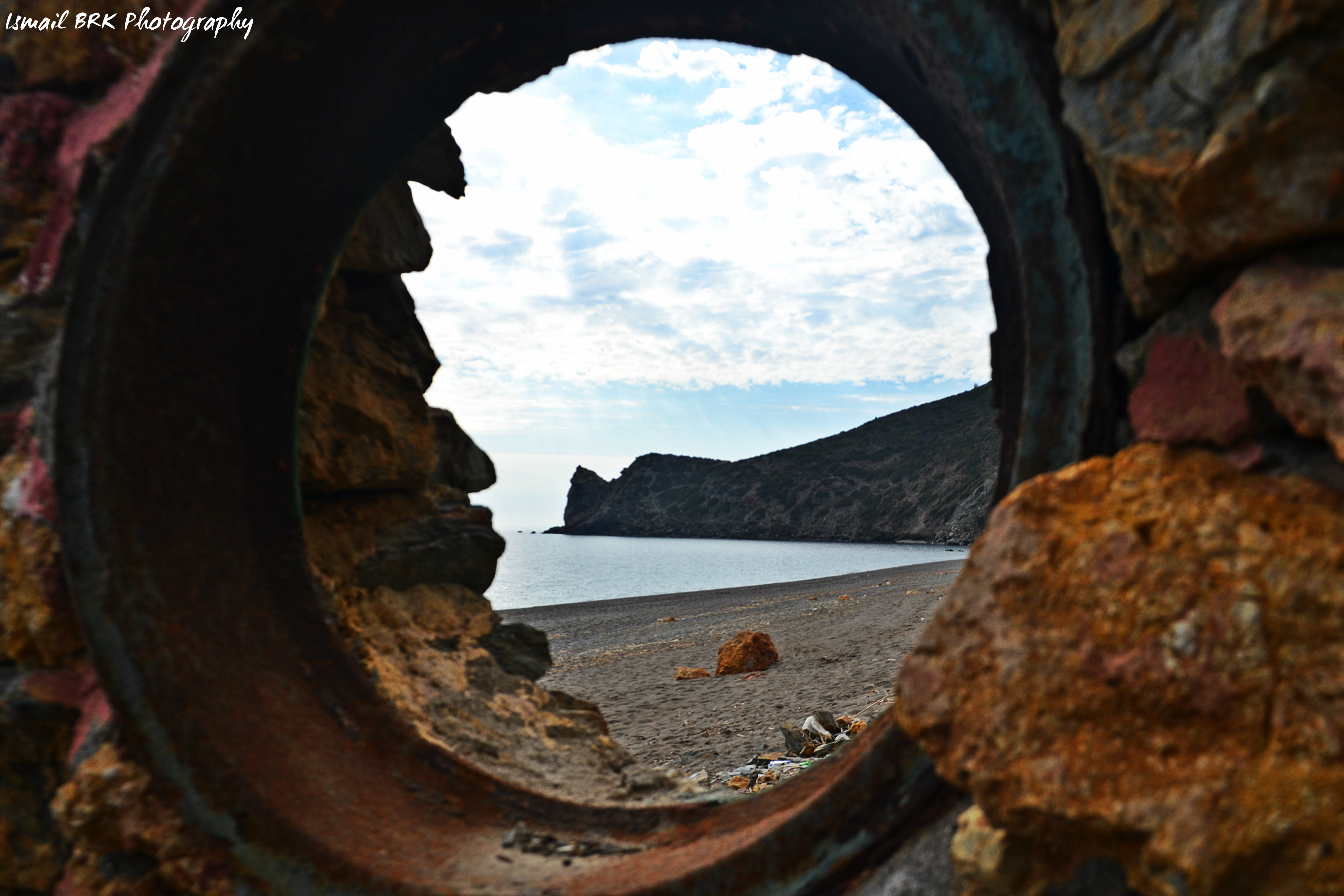
Mekkad, Oued Laou

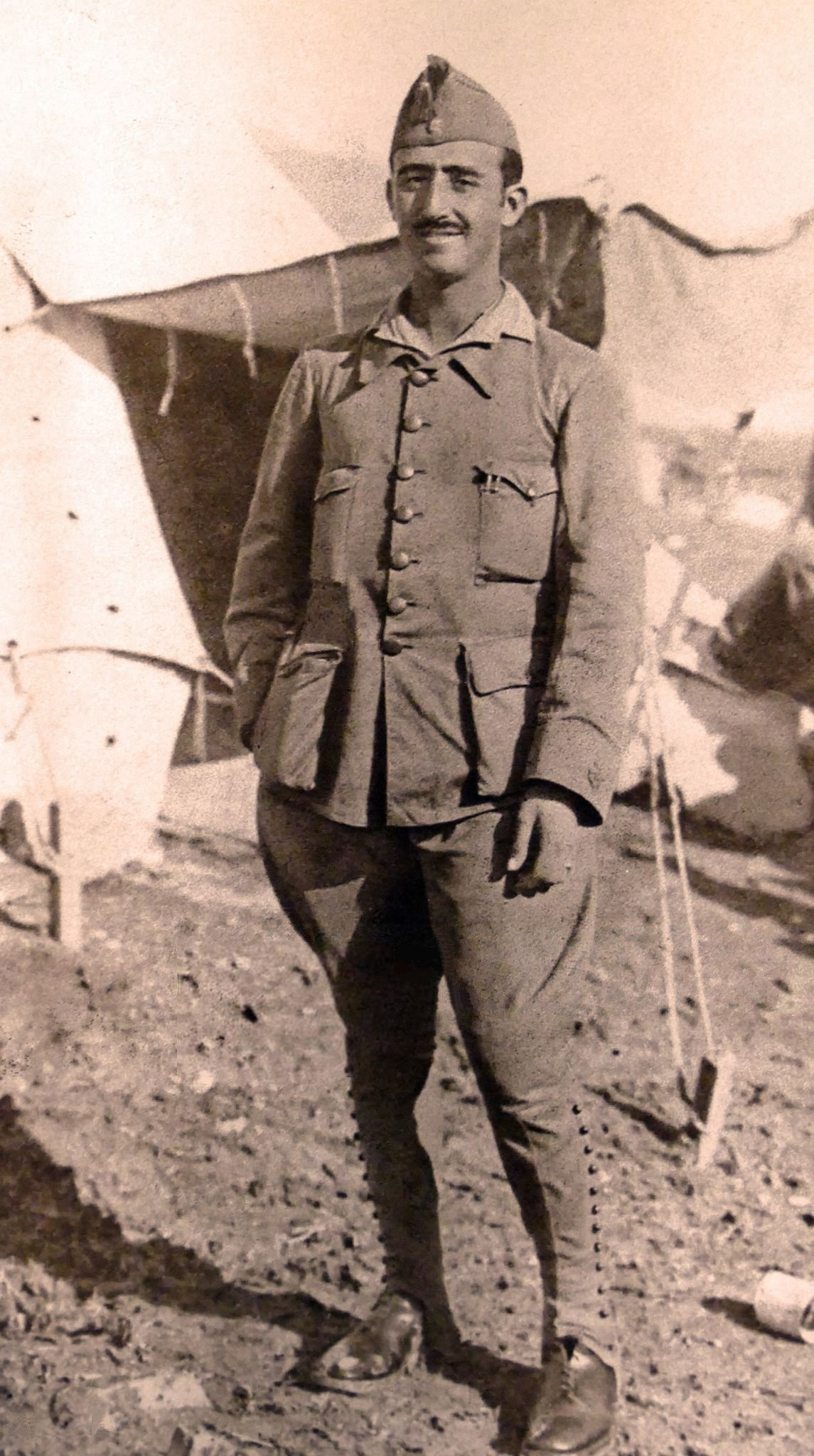
Francisco Franco aan de kust van Oued Laou

Oued Laou is gelegen aan de noordelijke kust van Marokko, ongeveer 46 km ten zuidoosten van Tétouan en circa 52 km ten noordoosten van Chefchaouen. De stad ligt aan de monding van de rivier Oued Laou, die ontspringt in het Rifgebergte nabij Bab Bered en uitmondt in de Middellandse Zee. De rivier is ongeveer 65 km lang en heeft een gemiddeld debiet van 12 m³/s, met een stroomgebied van circa 1.000 km². De vallei van de rivier is vruchtbaar en staat bekend om haar boomgaarden.

## Archeologie

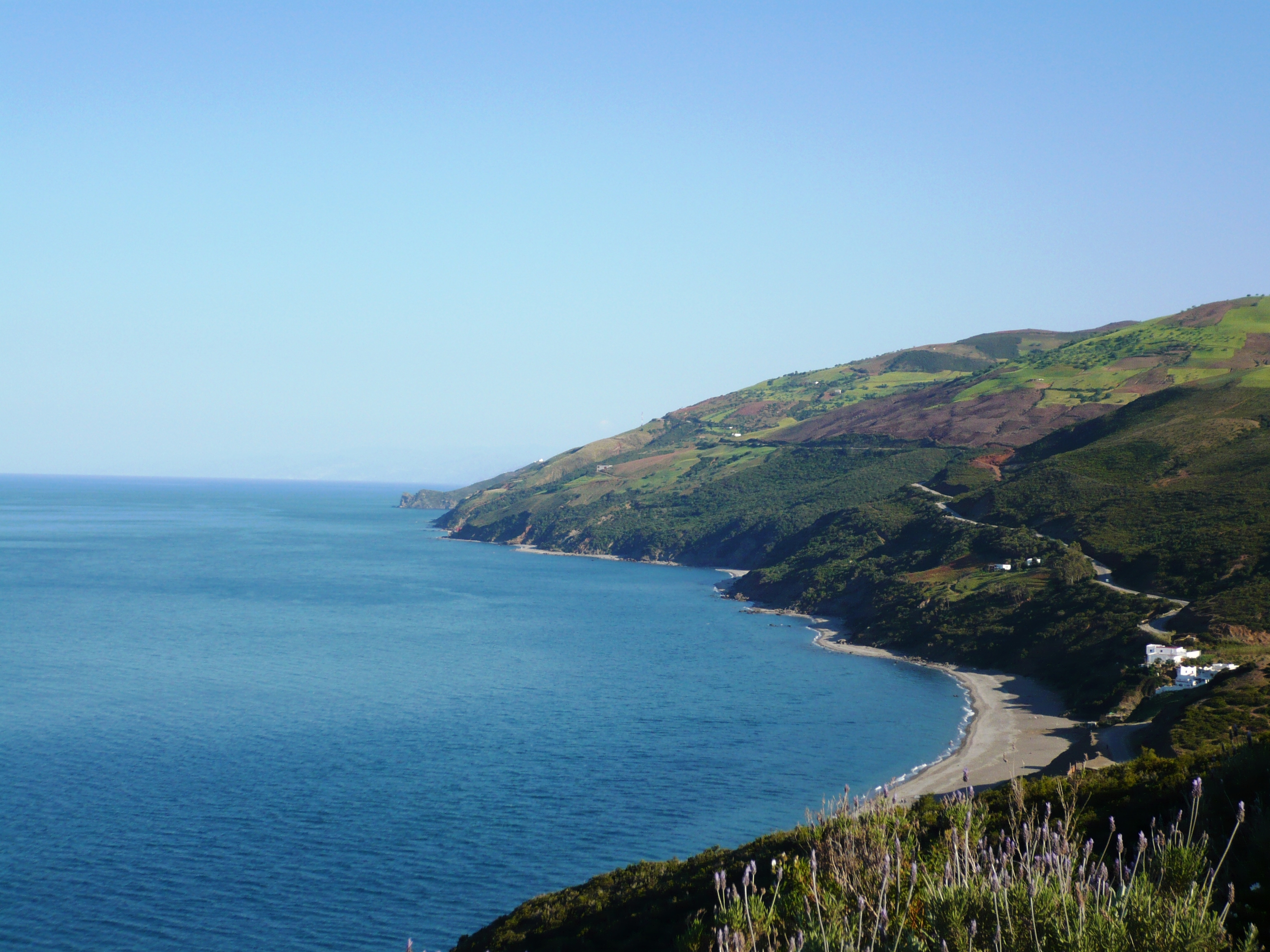
Kust van Oued Laou

In de vallei van Oued Laou, ongeveer 9 km van de stad, bevindt zich de archeologische vindplaats Kach Kouch. Deze site toont bewoning vanaf het bronzen tijdperk en wijst op handelscontacten met de Feniciërs rond de 7e eeuw v.Chr.

## Demografie
Volgens de volkstelling van 2004 had Oued Laou 8.383 inwoners. In 2014 was het inwonertal gestegen tot 9.665.

## Economie
Traditioneel was de economie van Oued Laou gebaseerd op visserij en landbouw. Sinds de jaren 1970 en 1980 is het toerisme, met name strandtoerisme, een belangrijke economische sector geworden.

## Toerisme
Oued Laou is een populaire bestemming voor binnenlands toerisme, vooral tijdens de zomermaanden. De stad biedt een breed zandstrand en een ontspannen sfeer. In de omgeving zijn wandelingen mogelijk langs de rivier en in het Rifgebergte.